# Chlopsis
Chlopsis là một chi cá chình của họ Chlopsidae.

## Loài
Hiện có chín loài được công nhận trong chi này:
- Chlopsis apterus (Beebe & Tee-Van, 1938)
- Chlopsis bicollaris (G. S. Myers & Wade, 1941)
- Chlopsis bicolor Rafinesque, 1810
- Chlopsis bidentatus Tighe & McCosker, 2003
- Chlopsis dentatus (Seale, 1917)
- Chlopsis kazuko Lavenberg, 1988
- Chlopsis longidens (Garman, 1899)
- Chlopsis olokun (C. R. Robins & C. H. Robins, 1966)
- Chlopsis slusserorum Tighe & McCosker, 2003